# Cryptocellus muiraquitan
Espèce
Cryptocellus muiraquitan est une espèce de ricinules de la famille des Ricinoididae.

## Distribution
Cette espèce est endémique du Pará au Brésil. Elle se rencontre vers Juruti.

## Description
Le mâle holotype mesure 6,2 mm et la femelle paratype 5,1 mm.

## Publication originale
- Tourinho, Lo-Man-Hung & Salvatierra, 2014 : A new Amazonian species of Cryptocellus (Arachnida, Ricinulei), with descriptions of its integumental structures and all free-living life stages. Zootaxa, no 3814 (1), p. 81–95.